# Ghetto de Marcinkonys
Marcinkonys ou le ghetto de Marcinkańce est un petit ghetto imposé aux Juifs pendant la Shoah à Marcinkonys, localité qui avant-guerre appartient à la Deuxième République de Pologne, qui pendant l'occupation est situé dans le district de Bialystok et qui, après-guerre, revient à la République socialiste soviétique de Lituanie. Ce ghetto, actif de novembre 1941 à novembre 1942, a compté entre 300 et 400 détenus.

## Ouverture et fonctionnement
D'après un rapport lituanien daté du 26 juillet 1941, 324 Juifs, dont 50 enfants de moins de 16 ans, vivent à Marcinkonys. Selon toute vraisemblance, en novembre 1941 (mais d'autres sources citent le printemps 1942, après Pessa'h), l'occupant ordonne la fondation d'un ghetto juif près de la gare sur la ligne ferroviaire Saint-Pétersbourg-Varsovie. Le Judenrat, après versement de pots-de-vin, obtient un agrandissement du ghetto : il passe de trois maisons à quatorze. Il couvre une superficie de 1,5 hectare, encerclé de fil de fer barbelé, et plusieurs dizaines de Juifs des villes et villages des environs s'y entassent, venus entre autres de Rudnia (en), Kabeliai (en), Valkininkai (en), Butrimonys et Varėna.
Les conditions de vie qui prévalent au ghetto sont meilleures que dans d'autres. Marcinkonys possède sa propre police juive, sous le commandement de Berke Aizenshtat. La plupart des prisonniers sont forcés de travailler à la gare, sur les routes, dans l'entretien des forêts ou dans l'usine de bocaux pour champignons, mais certains parviennent à conserver leurs activités d'avant-guerre. En été 1942, 70 rescapés de la Shoah arrivent au ghetto et y transmettent le récit des assassinats de masse et des autres atrocités. Cet évènement provoque des tensions et un groupe de jeunes Juifs prépare une évasion pour rejoindre la Résistance juive. Le Judenrat réussit même à importer secrètement 12 pistolets dans le ghetto.

## Liquidation
Le 2 novembre 1942, l'occupant ordonne de liquider le ghetto et de déporter les prisonniers vers Treblinka et Auschwitz. Une équipe de 15 Allemands, sous les ordres du Gendarmerie Hauptwachmeister Albert Wietzke, ordonne aux Juifs de se rassembler devant l'entrée à 8 heures du matin pour être « transportés » à des fins de travail. Les témoins ont cité plusieurs versions des évènements qui ont suivi. D'après une plainte officielle de Hans Lehmann, deux Allemands ouvrent le feu sur la foule des prisonniers, sans raison explicable. D'autres auteurs disent qu'une révolte a éclaté, inspirée par Aaron Kobrowski, président du Judenrat. La foule des prisonniers, en proie à la panique, cherche à passer à travers la clôture pour se rendre dans la forêt attenante ou pour rentrer dans le ghetto. Les Allemands entament une fouille du ghetto, tirent à vue sur les Juifs et détruisent cinq bunkers secrets en y lançant des grenades. Au total, entre 105 et 132 victimes sont tuées par balles.
Au cours des semaines suivantes, les Allemands et leurs collaborateurs locaux mènent une traque des prisonniers qui se sont échappés ; entre 90 et 100 victimes sont assassinées. Un groupe de 21 Juifs, dont 7 femmes, est assassiné par balles quand un habitant des alentours de Musteika (en) révèle que les membres se trouvent dans une cachette. Environ 46 victimes ont survécu à la guerre, principalement en rejoignant les rangs des résistants autour de Kobrowski, qui faisait partie de la brigade Davidov des partisans soviétiques en 1943.
Une enquête est lancée sur Hans Lehmann, qui avait rejoint le parti nazi en 1933 ; elle conclut qu'il a sympathisé avec les Juifs et les a laissés s'échapper. Discrédité, il est transféré. En 1943, les résistants juifs font dérailler un train allemand à l'Est de Białystok. Lehmann fait partie des Allemands prisonniers. L'un des rescapés de Marcinkonys le reconnaît et, à cause de son rôle dans le massacre, Lehmann est exécuté.